# Suore della famiglia del Cuore di Gesù
Le Suore della Famiglia del Cuore di Gesù (in latino Familia de Corde Iesu) sono un istituto religioso femminile di diritto pontificio: le suore di questa congregazione pospongono al loro nome la sigla F.C.J.

## Storia
La congregazione fu fondata il 19 gennaio 1903 a Irapuato, nello stato messicano di Guanajuato, da Josefa Brígida de Jesús Vargas Galeana (1866-1917), in religione suor Maddalena della Riparazione, insieme con il sacerdote Gabino Chávez.
L'istituto fu approvato il 25 gennaio 1903 da Leopoldo Ruiz y Flóres, vescovo di León, e le sue costituzioni ricevettero l'approvazione ecclesiastica il 25 aprile 1905.

## Attività e diffusione
Le suore si dedicano all'istruzione, alla catechesi, all'assistenza agli ammalati e ad altre opere di carità sociale.
Oltre che in Messico, sono presenti in Cile, Ecuador, Perù e a Roma; la sede generalizia è a Irapuato.
Alla fine del 2008 la congregazione contava 311 religiose in 60 case.